# Epidendrum alabastrialatum
Epidendrum alabastrialatum là một loài thực vật có hoa trong họ Lan. Loài này được Pollard ex Hágsater mô tả khoa học đầu tiên năm 1978.